# Fermentação na vinificação

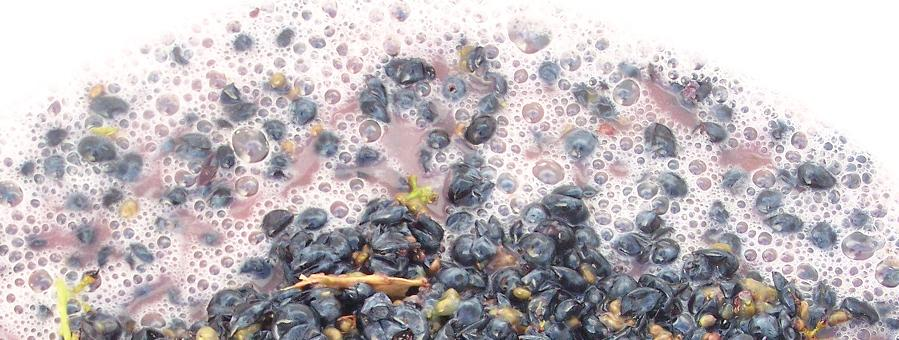
Mosto em fermentação.

O processo de fermentação na vinificação transforma o suco de uva em uma bebida alcoólica. Durante a fermentação, as leveduras transformam os açúcares presentes no suco em etanol e dióxido de carbono (como subproduto). Na vinificação, a temperatura e a velocidade da fermentação são considerações importantes, bem como os níveis de oxigênio presentes no mosto no início da fermentação. O risco de "parada de fermentação" e o desenvolvimento de várias falhas no vinho também podem ocorrer durante esse estágio, que pode durar de 5 a 14 dias para a fermentação primária e potencialmente outros 5 a 10 dias para uma fermentação secundária. A fermentação pode ser feita em tanques de aço inoxidável, o que é comum em muitos vinhos brancos como o Riesling, em uma cuba de madeira aberta, dentro de um barril de vinho e dentro da própria garrafa de vinho, como na produção de muitos vinhos espumantes.

## História
A ocorrência natural da fermentação significa que ela provavelmente foi observada pela primeira vez há muito tempo pelos seres humanos. Os primeiros usos da palavra "fermentação" em relação à produção de vinho referiam-se à aparente "ebulição" no mosto, decorrente da reação anaeróbica da levedura aos açúcares do suco de uva e da liberação de dióxido de carbono. O termo latino fervere significa, literalmente, ferver. Em meados do século XIX, Louis Pasteur observou a conexão entre a levedura e o processo de fermentação, no qual a levedura atua como catalisador e mediador por meio de uma série de reações que convertem o açúcar em álcool. A descoberta da via Embden-Meyerhof-Parnas por Gustav Embden, Otto Fritz Meyerhof e Jakub Karol Parnas no início do século XX contribuiu ainda mais para a compreensão dos complexos processos químicos envolvidos na conversão de açúcar em álcool. No início da década de 2010, a GOfermentor, empresa de tecnologia do vinho sediada em Nova Jersey, inventou um dispositivo automatizado de produção de vinho que fermenta em revestimentos de uso único semelhantes ao biorreator de uso único.

## Processo

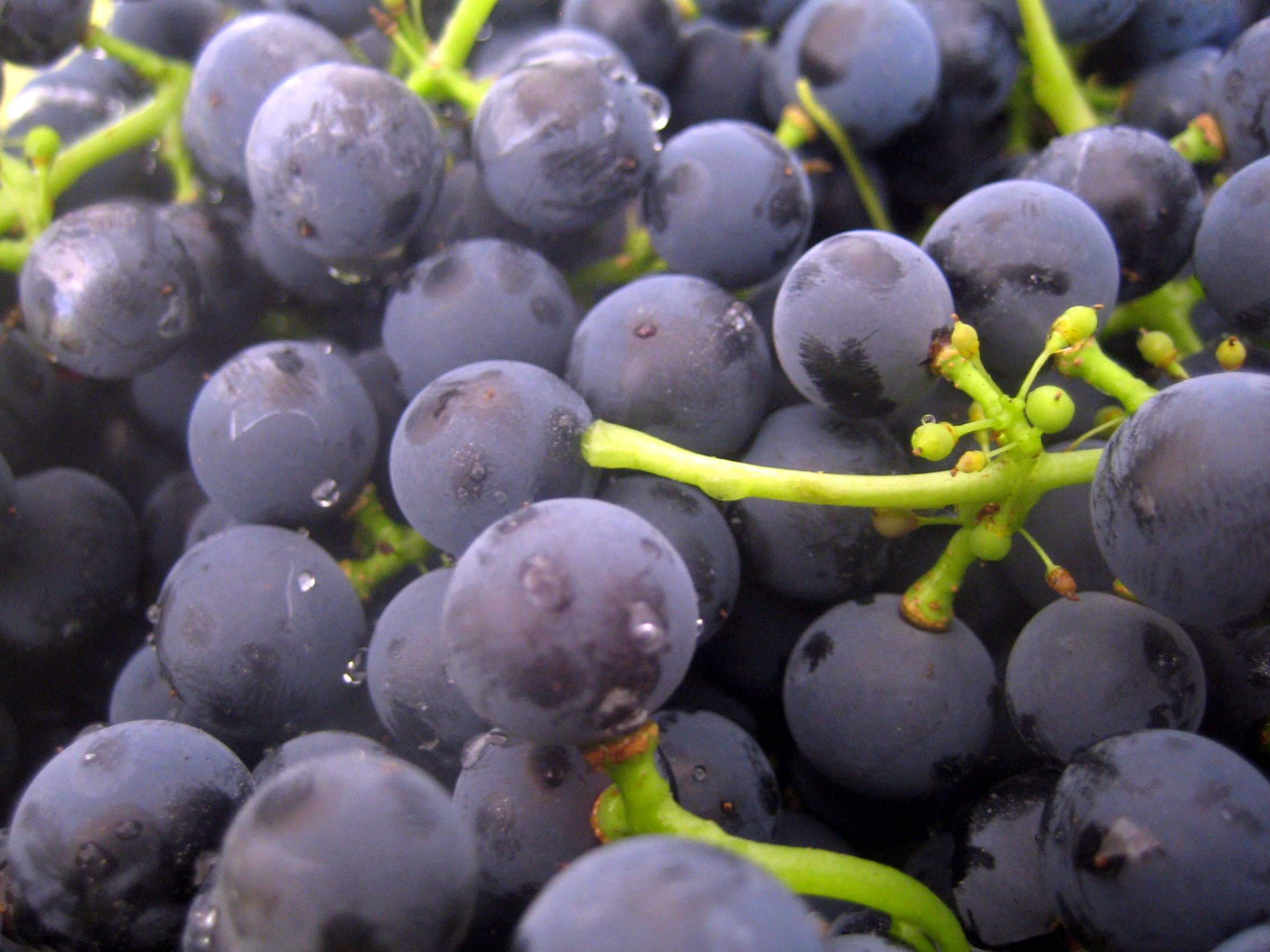
"Bloom", visível como uma camada de pó sobre as bagas.

Na vinificação, há distinções entre as leveduras ambientais que estão naturalmente presentes nas adegas, nos vinhedos e nas próprias uvas (às vezes conhecidas como "bloom" ou "blush" de uma uva) e as leveduras cultivadas que são especificamente isoladas e inoculadas para uso na vinificação. Os gêneros mais comuns de leveduras selvagens encontrados na produção de vinho incluem Candida, Klöckera/Hanseniaspora, Metschnikowiaceae, Pichia e Zygosaccharomyces. As leveduras selvagens podem produzir vinhos de alta qualidade e com sabores exclusivos; no entanto, elas geralmente são imprevisíveis e podem introduzir características menos desejáveis no vinho, podendo até mesmo contribuir para a deterioração. Poucas leveduras e colônias de bactérias do ácido lático e acético vivem naturalmente na superfície das uvas, mas os produtores de vinho tradicionais, especialmente na Europa, defendem o uso de leveduras ambientais como uma característica do terroir da região; no entanto, muitos produtores de vinho preferem controlar a fermentação com leveduras cultivadas previsíveis. As leveduras de cultura mais comumente usadas na produção de vinho pertencem à espécie Saccharomyces cerevisiae (também conhecida como "levedura de açúcar"). Dentro dessa espécie, há várias centenas de cepas diferentes de leveduras que podem ser usadas durante a fermentação para afetar o calor ou o vigor do processo e melhorar ou suprimir determinadas características de sabor do varietal. O uso de diferentes cepas de leveduras é um dos principais fatores que contribuem para a diversidade do vinho, mesmo entre a mesma variedade de uva.
Leveduras alternativas, não S. cerevisiae, estão sendo usadas com mais frequência no setor para adicionar maior complexidade ao vinho. Depois que uma vinícola está em operação há vários anos, poucas cepas de levedura estão ativamente envolvidas no processo de fermentação. O uso de leveduras secas ativas reduz a variedade de cepas que aparecem na fermentação espontânea, superando as cepas que estão naturalmente presentes.
A adição de leveduras de cultura normalmente ocorre com a levedura primeiro em um estado seco ou "inativo" e é reativada em água morna ou suco de uva diluído antes de ser adicionada ao mosto. Para prosperar e ser ativa na fermentação, a levedura precisa ter acesso a um suprimento contínuo de carbono, nitrogênio, enxofre e fósforo, além de acesso a várias vitaminas e minerais. Esses componentes estão naturalmente presentes no mosto de uva, mas sua quantidade pode ser corrigida com a adição de nutrientes ao vinho, a fim de promover um ambiente mais estimulante para a levedura. Os nutrientes de liberação prolongada recentemente formulados, fabricados especificamente para fermentações de vinho, oferecem as condições mais vantajosas para a levedura. O oxigênio também é necessário, mas, na produção de vinho, o risco de oxidação e a falta de produção de álcool pela levedura oxigenada exigem que a exposição ao oxigênio seja mantida no mínimo.

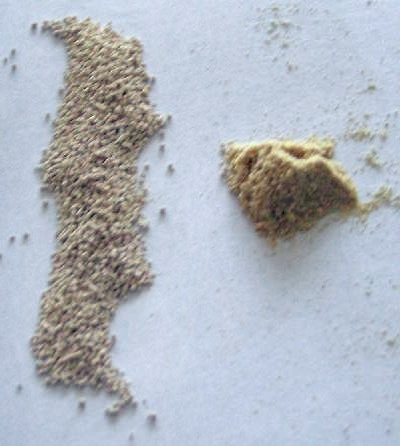
Levedura seca de vinificação (à esquerda) e nutrientes de levedura usados no processo de reidratação para estimular as células de levedura.

Após a introdução de leveduras ativas no mosto de uva, os fosfatos são anexados ao açúcar e as moléculas de açúcar de seis carbonos começam a se dividir em pedaços de três carbonos e passam por uma série de reações de rearranjo. Durante esse processo, o átomo de carbono carboxílico é liberado na forma de dióxido de carbono e os componentes restantes se transformam em acetaldeído. A ausência de oxigênio nesse processo permite que o acetaldeído seja eventualmente convertido, por redução, em etanol. Durante a conversão do acetaldeído, uma pequena quantidade é convertida, por oxidação, em ácido acético que, em excesso, pode contribuir para a falha do vinho conhecido como acidez volátil (gosto de vinagre). Depois que a levedura esgota seu ciclo de vida, ela cai no fundo do tanque de fermentação como sedimento conhecido como borra. A levedura cessa sua atividade sempre que todo o açúcar do mosto é convertido em outras substâncias químicas ou sempre que o teor alcoólico atinge 15% de álcool por unidade de volume; uma concentração forte o suficiente para interromper a atividade enzimática de quase todas as cepas de levedura.

### Outros compostos envolvidos
O metabolismo dos aminoácidos e a quebra dos açúcares pelas leveduras têm o efeito de criar outros compostos bioquímicos que podem contribuir para o sabor e o aroma do vinho. Esses compostos podem ser considerados "voláteis", como aldeídos, acetato de etila, éster, ácidos graxos, óleos fúsel, sulfeto de hidrogênio, cetonas e mercaptanos, ou "não voláteis", como glicerol, ácido acético e ácido succínico. Durante a fermentação, a levedura também libera a hidrolase de glicosídeo, que pode hidrolisar os precursores de aromas de alifáticos (um componente de aroma que reage com o carvalho), derivados de benzeno, monoterpenos (responsáveis pelos aromas florais de uvas como Moscatel e Traminer), norisoprenoides (responsáveis por algumas das notas de especiarias do Chardonnay) e fenóis.
Algumas cepas de leveduras podem gerar tióis voláteis que contribuem para os aromas frutados de muitos vinhos, como o aroma de groselha comumente associado ao Sauvignon blanc.
As leveduras Brettanomyces são responsáveis pelo "aroma de curral" característico de alguns vinhos tintos, como os vinhos da Borgonha e o Pinot noir.
O metanol não é um componente importante do vinho. A faixa de concentração usual é entre 0,1 g/litro e 0,2 g/litro. Esses pequenos traços não têm efeito adverso sobre as pessoas nem efeito direto sobre os sentidos.

## Considerações na vinificação

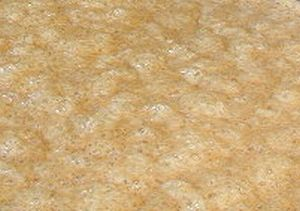
A atividade do dióxido de carbono é visível durante o processo de fermentação na forma de bolhas no mosto.

Durante a fermentação, há vários fatores que os vinicultores levam em consideração, sendo que os mais influentes para a produção de etanol são o teor de açúcar no mosto, a cepa de levedura usada e a temperatura de fermentação. O próprio processo bioquímico de fermentação cria muito calor residual que pode tirar o mosto da faixa de temperatura ideal para o vinho. Normalmente, o vinho branco é fermentado entre 18 e 20 °C, embora um fabricante de vinho possa optar por usar uma temperatura mais alta para realçar um pouco da complexidade do vinho. O vinho tinto normalmente é fermentado em temperaturas mais altas, de 20 a 30 °C. A fermentação em temperaturas mais altas pode ter um efeito adverso sobre o vinho, levando a levedura à inatividade e até mesmo "fervendo" alguns dos sabores dos vinhos. Alguns vinicultores podem fermentar seus vinhos tintos em temperaturas mais frias, mais típicas de vinhos brancos, a fim de realçar mais os sabores de frutas.
Para controlar o calor gerado durante a fermentação, o vinicultor deve escolher um tamanho de recipiente adequado ou usar um dispositivo de resfriamento. Há vários tipos de dispositivos de resfriamento disponíveis, desde a antiga prática de Bordeaux de colocar a cuba de fermentação sobre blocos de gelo até sofisticados tanques de fermentação que têm anéis de resfriamento embutidos.
Um fator de risco envolvido na fermentação é o desenvolvimento de resíduos químicos e deterioração, que podem ser corrigidos com a adição de dióxido de enxofre (SO2), embora o excesso de SO2 possa levar a uma falha no vinho. Um vinicultor que deseja fazer um vinho com altos níveis de açúcar residual (como um vinho de sobremesa) pode interromper a fermentação precocemente, seja baixando a temperatura do mosto para atordoar a levedura ou adicionando um alto nível de álcool (como conhaque) ao mosto para matar a levedura e criar um vinho fortificado.
O etanol produzido por meio da fermentação atua como um importante co-solvente para os compostos não polares que a água não consegue dissolver, como os pigmentos da casca da uva, que dão às variedades de vinho sua cor distinta, e outros aromáticos. O etanol e a acidez do vinho atuam como inibidores do crescimento bacteriano, permitindo que o vinho seja conservado com segurança por anos na ausência de ar.

## Outros tipos de fermentação

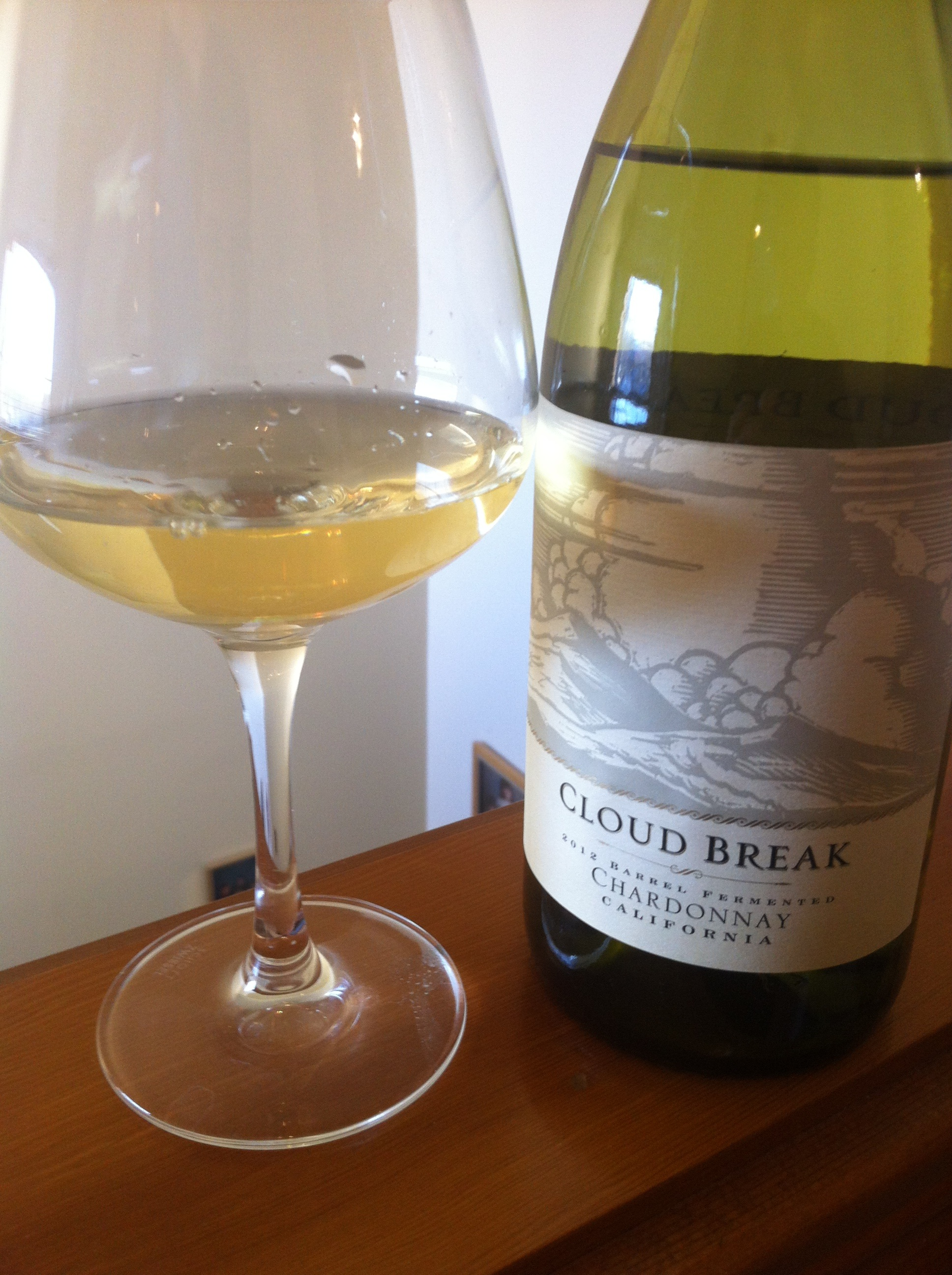
Um Chardonnay da Califórnia que demonstra ter sido fermentado em barril.

Na produção de vinho, há diferentes processos que se enquadram como fermentação, mas que podem não seguir o mesmo procedimento comumente associado à fermentação do vinho.

### Fermentação em garrafa
A fermentação em garrafa é um método de produção de vinho espumante, originário da região de Champagne, em que, depois que o vinho passa por uma fermentação primária de levedura, ele é engarrafado e passa por uma fermentação secundária, em que açúcar e levedura adicional, conhecida como liqueur de tirage, são adicionados ao vinho. Essa fermentação secundária é o que cria as bolhas de dióxido de carbono pelas quais o vinho espumante é conhecido.

### Maceração carbônica
O processo de maceração carbônica também é conhecido como fermentação de uvas inteiras, em que, em vez de adicionar levedura, a fermentação das uvas é incentivada a ocorrer dentro das bagas de uva individuais. Esse método é comum na criação do vinho Beaujolais e envolve o armazenamento de cachos inteiros de uvas em um recipiente fechado, com o oxigênio do recipiente sendo substituído por dióxido de carbono. Diferentemente da fermentação normal, em que a levedura converte o açúcar em álcool, a maceração carbônica funciona por meio de enzimas dentro da uva que quebram a matéria celular para formar etanol e outras propriedades químicas. Os vinhos resultantes são geralmente macios e frutados.

### Fermentação malolática
Em vez de leveduras, as bactérias desempenham um papel fundamental na fermentação malolática, que é essencialmente a conversão do ácido málico em ácido lático. Isso tem o benefício de reduzir parte da acidez e tornar o sabor do vinho resultante mais suave. Dependendo do estilo de vinho que o vinicultor está tentando produzir, a fermentação malolática pode ocorrer ao mesmo tempo que a fermentação da levedura. Como alternativa, algumas cepas de levedura podem ser desenvolvidas para converter L-malato em L-lactato durante a fermentação do álcool. Por exemplo, a cepa ML01 de S. cerevisiae (cepa ML01 de S. cerevisiae), que carrega um gene que codifica a enzima malolática de Oenococcus oeni e um gene que codifica a permease de malato de Schizosaccharomyces pombe. A cepa ML01 de S. cerevisiae recebeu aprovação regulatória no Canadá e nos Estados Unidos.